# Урбане легенде 2: Коначни рез
Урбане легенде 2: Коначни рез (енгл. Urban Legend) америчко-канадски је слешер хорор филм из 2000. године, у режији Џона Отмана. Сценарио су написали Пол Харис Бордман и Скот Дериксон, док су у главном улогама: Џенифер Морисон, Метју Дејвис, Харт Бокнер, Џозеф Лоренс, Ева Мендес, Ентони Андерсон и Лорета Девајн, која се вратила у улогу Рис Вилсон из претходног дела. Филм представља наставак Урбаних легенди (1998), иако су радње веома слабо повезане. Поред Девајн, од глумаца из претходног дела вратила се и Ребека Гејхарт као Бренда Бејтс, али има само камео улогу.
Снимање се одвијало у Торонту током јесени 1999. Филм је премијерно приказан 22. септембра 2000. Остварио је солидан комерцијални успех и добио углавном негативне оцене критичара.
Филм је започео истоимену трилогију, при чему је први наставак објављен 2000. под насловом Урбане легенде 2: Коначни рез, а други 2005. под насловом Урбане легенде 3: Крвава Мери. У фебруару 2020. најављен је рибут који ће режирати Колин Минихан. Упркос негативној рецензији, Роџер Иберт је похвалио глумачке перформансе. Други критичари су у својим рецензијама наводили да је осетан утицај Арђентових ђало филмова, као и Смрти у очима (1960) Мајкла Пауела.
Урбане легенде 2 су биле номиноване за Награду Сатурн за најбољи хорор филм. Нови наставак објављен је 2005, под насловом Урбане легенде 3: Крвава Мери.

## Радња
Ејми Мејфилд, ученица престижне филмске школе, није сигурна на коју тему да ради свој завршни пројекат. Након разговора са радницом обезбеђења, Рис Вилсон, која јој препричава догађаје из претходног филма, Ејми одлучује да сними филм о серијском убици, који убија жртве на основу урбаних легенди. Међутим, пре почетка снимањем, убиства почињу стварно да се дешавају.

## Улоге
| Глумац           | Улога            |
| ---------------- | ---------------- |
| Џенифер Морисон  | Ејми Мејфилд     |
| Метју Дејвис     | Травис Старк     |
| Харт Бокнер      | професор Соломон |
| Лорета Девајн    | Рис Вилсон       |
| Џозеф Лоренс     | Грејам Манинг    |
| Ансон Маунт      | Тоби Белчер      |
| Ева Мендес       | Ванеса Валдеон   |
| Џесика Кофил     | Сандра Петруци   |
| Ентони Андерсон  | Стен Вашингтон   |
| Мајкл Бакол      | Дирк Ренолдс     |
| Марко Хофшнајдер | Симон Јабуско    |
| Џасинда Барет    | Лиса             |
| Јани Гелман      | Роб              |
| Ребека Гејхарт   | Бренда Бејтс     |